# 에이지 오브 엠파이어 2: 정복의 시대
《에이지 오브 엠파이어 2: 정복의 시대》(Age of Empires II: The Conquerors)는 에이지 오브 엠파이어 2: 에이지 오브 킹스의 후속작으로 스페인(서유럽), 훈족(동유럽), 한국(극동), 마야와 아즈텍(아메리카)이라는 새로운 문명들이 추가되었다. 에이지 오브 엠파이어 2의 확장팩이므로 에이지 오브 킹스가 설치되어있어야 설치가 가능하다.
에이지 오브 엠파이어 2는 극동의 건물이 대부분 일본 양식을 사용했다는 비판이 있다. 또한 거북선의 공격력이 너무 강한 나머지 MSN Zone 에서는 No Korean Civil(한국선택금지)이라는 방제목을 사용하는 경우도 있었다.
또한 에이지 오브 엠파이어 2 에이지 오브 킹스와 에이지 오브 엠파이어 2 정복의 시대의 합본작인 에이지 오브 엠파이어 2 골드 에디션이 판매되기도 했었다(한국 포함).

## 게임 플레이

### 문명들

#### 추가된 문명들
| Group  | 서유럽   | 북유럽 | 동아시아 | 아메리카        |
| ------ | -------- | ------ | -------- | --------------- |
| 문명들 | - 스페인 | - 훈족 | - 한국   | - 마야 - 아즈텍 |

- 문명의 분류는 성(城)을 비롯한 건물의 건축 양식에 따른다. 이에 따라 훈족은 동유럽, 스페인은 서유럽으로 분류된다.

### 고유 유닛
새로운 문명 역시 게임의 제3단계에 해당되는 '성주 시대'부터는 '성(城)' 건물에서 고유 유닛을 생산 할 수 있다. 그 목록은 다음과 같다.
| 기병                                        | 보병                                                                   | 발사형 무기 |
| ------------------------------------------- | ---------------------------------------------------------------------- | --- |
| - 훈족: 타칸 (건물에 추가 피해를 주는 기병) | - 아즈텍: 재규어 전사 (보병에 추가 피해를 주고 이동 속도가 빠른 보병.) | - 스페인: 정복자 (보병에 추가 데미지를 주는 총기병. 기동성이 좋지만 명중률은 예니체리에 비해 낮고 척후병이나 창병에 추가 데미지를 입는다) - 한국: 전차 (일반 기마 궁병보다 체력이 높은 기마 궁병. 전차 모습이다.) - 마야: 깃털 궁사 (일반 궁병보다 체력이 높고 이동 속도가 빠른 궁병.) |

- 그 외에도 특수유닛으로, 한국 문명은 '항구'에서 '거북선'을 생산할 수 있으며 아메리카 문명은 '보병 양성소'에서 기병 대체 유닛인 '독수리 전사'를 생산할 수 있다.

### 등장하는 유닛
※(*)는 확장팩 에이지 오브 엠파이어 2: 정복의 시대에서 추가된 유닛이다.
- 보병 양성소
  - 시민군 - 무장 병사 - 장검병 - 양손 검병 - 챔피언
  - 창병 - 장창병 - 미늘창병(*)
  - 독수리 전사(*) - 정예 독수리 전사(*)
- 궁사 양성소
  - 궁사 - 석궁병 - 철석궁병
  - 척후병 - 정예 척후병
  - 기마 궁사 - 중형 기마 궁사
  - 조총수
- 기병 양성소
  - 정찰 기병 - 경기병 - 호위 경기병(*)
  - 기사 - 고급 기병 - 패러딘
  - 낙타 - 중형 낙타
- 공성 무기 제조소
  - 망고넬 투석기 - 아너저 투석기 - 공성 아너저 투석기
  - 공성 망치 - 보강된 공성 망치 - 특급 공성 망치
  - 스콜피온 투석기 - 중형 스콜피온 투석기
  - 포격 대포
- 성
  - 고유 유닛(위를 참고) - 정예 고유 유닛
  - 트레뷰셋 투석기
  - 폭파병(*)
- 군함
  - 갤리선 - 전투 갤리선 - 갤리온배
  - 화공선 - 고속 화공선
  - 대포 갤리온배 - 정예 대포 갤리온배
  - 파괴선 - 중형 파괴선
- 기타
  - 주민
  - 수도사
  - 교역 마차
  - 어선
  - 교역선
  - 수송선

## 캠페인
에이지 오브 엠파이어 2: 더 정복의 시대스에서는 4개의 캠페인을 즐길 수 있다.
- 아틸라: 훈족의 전설적 지도자 아틸라의 여정을 다루며, 카탈라우눔 전투에 대한 언급이 나온다. 훈족 문명으로 플레이한다.
- 엘 시드: 스페인의 레콩키스타를 배경으로 하고 있다. 그러나 그 이후에도 레콩키스타는 진행되어 15세기에 가서야 완성된다. 스페인 문명과 사라센 문명으로 플레이한다.
- 몬테주마: 아스텍 제국의 멸망 과정을 다루고 있다. '비통한 밤'에 대한 언급이 나온다. 다만 이야기를 진행하는 화자는 쿠아우테목이다. 아스텍 문명으로 플레이한다.
- 역사적 전투: 세계사의 이정표가 된 주요 전투를 체험해볼 수 있다.

### 캠페인 주요 목록
| 번호  | 캠페인      | 제목                          |
| ----- | ----------- | ----------------------------- |
| 1 - 1 | 아틸라      | 신의 징벌                     |
| 1 - 2 | 아틸라      | 장대한 여정                   |
| 1 - 3 | 아틸라      | 콘스탄티노플 성벽             |
| 1 - 4 | 아틸라      | 야만족과의 약혼               |
| 1 - 5 | 아틸라      | 카탈로니아 평야               |
| 1 - 6 | 아틸라      | 로마의 멸망                   |
| 2 - 1 | 엘 시드     | 형제간의 대결                 |
| 2 - 2 | 엘 시드     | 적의 적                       |
| 2 - 3 | 엘 시드     | 추방된 엘 시드                |
| 2 - 4 | 엘 시드     | 흑위대                        |
| 2 - 5 | 엘 시드     | 발렌시아 국왕                 |
| 2 - 6 | 엘 시드     | 재정복                        |
| 3 - 1 | 몬테수마    | 유혈 통치                     |
| 3 - 2 | 몬테수마    | 삼국 동맹                     |
| 3 - 3 | 몬테수마    | 켓살코틀                      |
| 3 - 4 | 몬테수마    | 비통한 밤                     |
| 3 - 5 | 몬테수마    | 격전의 호수                   |
| 3 - 6 | 몬테수마    | 부러진 창                     |
| 4 - 1 | 역사적 전투 | 투르 (프랑크, 732년)          |
| 4 - 2 | 역사적 전투 | 빈드란드사가 (바이킹, 1000년) |
| 4 - 3 | 역사적 전투 | 헤이스팅스 (프랑크, 1066년)   |
| 4 - 4 | 역사적 전투 | 만지케르트 (투르크, 1071년)   |
| 4 - 5 | 역사적 전투 | 아쟁쿠르 (브리튼, 1415년)     |
| 4 - 6 | 역사적 전투 | 레판토 (스페인, 1571년)       |
| 4 - 7 | 역사적 전투 | 교토 (일본, 1582년)           |
| 4 - 8 | 역사적 전투 | 노량 앞바다 (한국, 1598년)    |

## HD 에디션
2013년 4월 10일 에이지 오브 킹스와 정복의 시대의 합본작들을 버추얼 엔진을 이용하여 선명하고 화면까지 넓은 HD로 리마스터하여 제작된 에이지 오브 엠파이어 2 HD 에디션은 제작자인 앙상블 스튜디오가 아닌 히든패스 엔터테인먼트(Hidden Path Entertainment)가 리메이크 했다. 이 게임에서는 스팀에서 구입할 수 있으므로 모든 언어의 자막과 음성은 지원한다(한국 포함). 또한 스팀 워크샵이 있으면 온라인 멀티플레이어도 가능하다.